# Филиняно
Филиня̀но (на италиански: Filignano, на местен диалект Felënnànë, Фелънанъ) е село и община в Централна Италия, провинция Изерния, регион Молизе. Разположено е на 460 m надморска височина. Населението на общината е 738 души (към 2010 г.).